# Speechless (Robin Schulz)
Speechless is een nummer van de Duitse dj Robin Schulz uit 2018, ingezongen door de Canadees-Finse zangeres Erika Sirola. Het is de eerste single van Schulz' vierde studioalbum IIII.
"Speechless" is een deephousenummer dat gaat over een onzekere relatie. Het nummer werd eind 2018 in diverse landen een hit. Zo werd in Duitsland, het thuisland van Robin Schulz, de 7e positie gehaald, net als in de Nederlandse Top 40. In de Vlaamse Ultratop 50 kwam het tot de 13e positie.